# أشلي سيمبسون
آشلي سمبسون-وينتز (بالإنجليزية: Ashlee Simpson-Wentz) (ولدت في 3 أكتوبر، 1984) هي مغنية بوب معروفة باسمها الشهرة آشلي سمبسون ممثلة وكاتبة أمريكية، وهي الأخت الصغرى لمغنية البوب المعروفة جيسيكا سمبسون. اشتهرت في منتصف عام 2004 وكان لديها برنامج برنامج آشلي سمبسون يعرض على قناة Mtv. اشتهر هذا البرنامج من فئة تلفزيون الواقع جدا وكان سبب في نجاحات آشلي في عالم الفن.
لديها 3 ألبومات. ألبومها الأول بعنوان «أتو بيوجرافي» وكان من أنجح ألبومات آشلي أخذ المرتبة الأولى في مبيعات أمريكا مرتين متتاليتين مع 3 أقراص من البلاتينوم. بعد نجاح آشلي في البومها الأول، أصدرت آشلي ألبومها الثاني بعنوان «أي أم مي» واحتل المرتبة الأولى في أمريكا أيضا. في 2008 تم صدور ألبومها الثلاث «بترسويت ورلد» احتل المرتبة الرابعة في أسبوعه الأول.

## حياتها

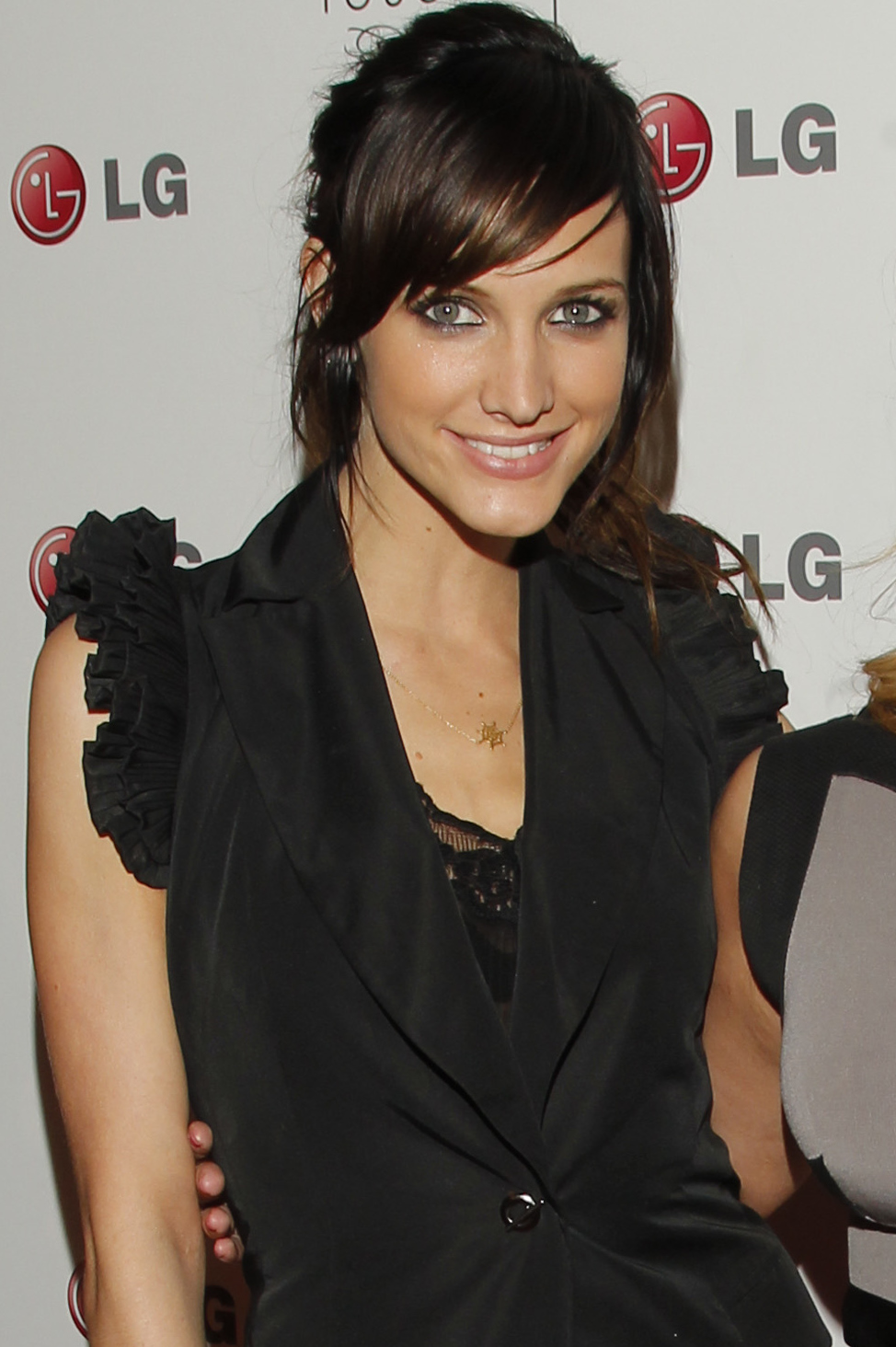
حدث الهاتف المحمول باللمس من LG. المغنية أشلي سيمبسون.

آشلي سمبسون ولدت في تكساس، أخت المغنية العالمية جيسيكا سمبسون.
آشلي كانت طالبه في مدرسة Prairie Creek Elementary. آشلي كانت ترقص رقص الباليه وتحضر دروسها في عمر 12 تم قبول آشلي في مدرسة School of American Ballet في New York City. HG. المدرسة لا تقبل الطلاب الذين هم أقل من سن 13 ولكن والد آشلي كذب بالعمر حتى تنقبل. بعد انتهاء آشلي وأصبحت في سن 15 أصبحت ترقص مع أختها في حفلات غنائية. بعد ذلك انتقلت العائلة إلى العيش في لوس أنجلوس وأصبحت آشلي تظهر على الدعايات وتمثل في مسلسل الأمريكي 7th Heaven حتى أصبح لها مسلسل الواقعي الخاص، وعقد غنائي.
في عام 2008 آشلي تزوجت من بيت وينتز. وأنجب طفل وأسمته بـ Bronx Mowgli Wentz.

## المهنـة

### السنوات الأولى
عندما أصبحت جيسيكا سمبسون نجمة بعد إطلاق أول ألبوم لها، أصبحت آشلي واحدة من الراقصات الاحتياطيات لها. في وقت لاحق، بدأت تظهر آشلي في الأفلام والمسلسلات التلفزيونية، بما فيها حلقة من المسلسل الهزلي مالكوم في الوسط في عام 2001، والدور الثانوي عام 2002 في فيلم Hot Chick، وبعدها مثل واستمرت في 39حلقة من 2002-2004 في مسلسل الأسرة والدراما 7th Heaven.
آشلي سجلت أغنية «عيد الميلاد الماضي والحاضر والمستقبل» في عام 2002 لقضاء العطلة انتهاء المدرسة! البوم عيد الميلاد في وقت لاحق تم إعادة نشره في راديو ديزني عامي 2004 و2005. في صيف عام 2003 أصدرت أغنية بعنوان «واسمحوا لي فقط البكاء» الأغنية من الفلم الجمعة الفظيع (بالإنجليزية: Freaky Friday)، بعد ذلك وقعت سيمبسونعقد في شركة Geffen عقد غنائي.

### أول ألبوم وتلفزيون الواقع (2004)
آشلي ظهرت في برنامج جيسيكا «المتزوجون حديثا: نيك وجيسيكا»، وتظهر حقيقة الحياة الزوجية، وأخذت بعض الخبرة من جيسيكا وزوجها نيك لاشي. لمرافقة وبناء حياتهم الزوجية والموسيقى، بعد ذلك آشلي حصلت على بدايتها في عالم تلفزيون الواقع بعنوان «برنامج آشلي سمبسون»، والتي بثت في وقت لاحق في الصيف على قناة «إم تي في»، كانت أغنية البرنامج إحدى أغانيها في الألبوم بعنوان «أتو بيوجرافي» والتي استمر عرضها لمدة ثمانية أسابيع.
أصدرت آشلي سمبسون أول ألبوم لها بعنوان أتو بيوجرافي، بعد صدورالألبوم في يوليو احتل المرتبية الأولي في أول أسبوع له في مبيعات الولايات المتحدة ولقد تم بيع أكثر من 398,000 نسخة من الألبوم في أول أسبوع من صدوره. بعد ذلك الألبوم أخذ ثلاث إطوانات بلاتنوم في أيلول لعام 2004. سيمبسون شاركت في كتابته كل الأغاني في الألبوم ووصفته بانه "صحيح جدا لمشاعري" في إحدى مقابلاتها ، ولكن الاستعراضات النقدية كانت مختلطة. مجلة رولينج ستون بيتر الأثر في سيرة ذاتية أنه يتميز بأنه"مزيج من حياة أفريل لافين البوب والروك من شيريل كرو.
كتبت E! في المجلة الإلكترونية لها «حتى لو تبتهر بنجاحه الباهر، ألبوم أتو بيوجرافي قد يفاجئك.» 
أغنية «بيسيس أوف مي» (بالإنجليزية: Pieces Of Me) كانت من أنجح والأكثر مبيعات في الولايات المتحدة في الصيف. ومع ذلك أغنية ا الفردية الأخرى لم تكن بناجحها مثل «لا لا» و«شادو».
عندما تظهر لأداء العروض الحية، تؤدي سيمبسون الأغاني مع دعم الفرقة. خلال الفترة من 2004 إلى 2006، وتألفت الفرقة من راي برادي (الإيتار)، براكستون أوليتا (الإيتار)، جوي كميانا (الإيتار باس - 2004 حتي 2005 زاك كينيدي شغل هذا الدور) وكريس ميغيرت (لوحات المفاتيح وغناء، من أواخر عام 2004 إلى عام 2005 لوسي والش شغل هذا الدور)، وكريس فوكس (الطبل).
بعد نجاح ألبومها الأول أتو بيوجرافي آشلي شارك أختها في أغنية "Little Drummer Boy" تم أداء الأغنية مباشرة من جيسكا وآشلي في قناة ABC بحضور عائلة سمبسون جميعها هناك.

### حادثة ليلة السبت لايف
بدأت سيمبسون ضيفة الحلقة 568 من ليلة السبت لايف (23-24 تشرين الأول / أكتوبر، 2004)، وكا عادة البرنامج يجب على المغني اختار أغنيتين لأدائها. الأغنية الأولى بيسيس أوف مي جرت دون مشاكل. ومع ذلك، عندما بدأت تؤدي الأغنية الثانية «أتو بيوجرافي» ظهرت أغنية «بيسيس أوف مي» وسمعت مرة أخرى—حتى قبل أن تحرك الميكروفون وفمها. سمبسون بدأت بالرقص، ثم غادرت المسرح بينما الفرقة (لم يتم التوقف وواصل الأداء).
خلال اختتام الحلقة أتت سيمبسون مع المضيف جود لاو، وقالت «انا اسفة لا أدري ماذا أقول بدأت الفرقة بلعب الأغنية الخاطئة، وأنا لا أعرف ماذا أفعل، حتى بدأت بالرقص»).
في 25 من تشرين الأول، تحدث آشلي مع قناة ام تي في في برنامج جميع الطلبات مباشرة وتحدثت عن المشكلة التي وقالت بأن ذلك اليوم صوتي اختفى بسبب مرض ارتداد الحمض.
وذلك سبق توضيخ أنه سبب عناء لها في برنامجها آشلي سمبسون. انها فقدت صوتها تماما وطبيبها نصح لها بعدم الغناء. وقالت إنه نظرا للحمض ارتداد. ولذك والدها أراد لها استخدام الأغنية لتقوية أداء الصوت. وقالت عن هذا الحادث، «لقد جعلت من نفسي أضحوكة». وفقا لسيمبسون، أحد أعضاء الفريق ضغط على الزر الخطأ، وهو ما تسبب خطأ المسار الذي ينبغي أن أؤديه.
في أكتوبر 25 آشلي كانت استعدت لتقديم حفل مباشر في برنامج حفل توزيع الجوائز الراديو، وتظاهرت بتقديم نفس الخطأ وقالت «هذه الأغنية الخطأ» ثم ضحكت على سبيل المزاح،
ثم بعد ذلك غنت أغنيتها أتو بيوجرافي دون الرجوع إلى بلاي باك أو الغناء المسجل وكان أداء رائعا.
في أكتوبر 31 عرض برنامج 60 دقيقة على قناة CBS بعض اللقطات لآشلي تتدرب قبل أدائها للأغنيه وقبل بث البرنامج إنها كانت تعاني من صوتها وارتداد الحمض.
نيويورك تايمز قالت بأن هذه الفضيحة من أشهر فائح 2004 
بعد ذلك آشلي عادت إلى برنامج ليلة السبت لايف بعد سنة وقدمت أداء لـ أغنية بوي فريند وكاتش مي وين أي فال بدون حادثة.

### أداء أستاد أورنج باول (أوائل2005)
يوم 4 يناير أدت آشلي أغنية لا لا في أستاد الأورنج باول في مدينة ميامي، فلوريدا. قبل أداء آشلي سيمبسون أدت كيلي كلاركسون قبلها لـ 72,000 متفرج في الأستاد ولكن بعد أداء كيلي كلاركسون أتت سمبسون تؤدي الأغنية ولكن بعد انتهاء الأغنية تمت السخرية منها في الملعب ولم يصفقوا لها وقيل سبب ذلك بأن صوتها خرج عن مسار الموسيقى 
بعد ذلك الأداء ظهرت عريضة بالإنترنت تطالب بإيقاف مهنة آشلي في مجال الموسيقى في موقع PetitionOnline.com  بعد ذلك قالت «هذا رائع، لا يجب أن تكون من المعجبي بموسيقى كل شخص، إذا لم يعجبكم ماقدمت فآسفة لكم» وأيضا قالت «أشكر جميع المعجبين الذين قدموا الدعم لي» في وقت العريضة اختارت مجلة Cosmopolitan الشهيرة بأن تكون آشلي على الغلاف وإعطاؤها لقب «مرح وشجاعه أنثى العام» في عدد فبراير 2007 
بعد ذلك عرضت الأحداث جميعا في حلقتها الأخير من برنامج آشلي سمبسون.

### فيلم والألبوم الثاني، والمسرح (2005-2006)
كانت سمبسون في مركز دعم للفلم غير المكتشف كانت تمثل شخصية اسمها كليا والذي كان عنوان الفلم الأصلي wannabe. هذا وقد صدر الفلم في صالات السينما في أغسطس 2005. وتم تصوير سمبسون بمشاهد لها في أواخر عام 2004. أخذت سيمبسون على أداء مقبول من المستعرضين ، وكان الفيلم نفسه نزل إلى الحضيض بسبب النقاد ووضعت خارج المراكز العشرة الأولى في افتتاح الاسبوع الأول له ، فقط كسب 676,048 $. في يد أخرى سمبسون ترشح ادائها في الفيلم حقق لها الترشيح لجائزة بعنوان الرازي الذهبية كأسوأ ممثلة مساعدة.
ألبوم آشلي سمبسون الثاني أي أم مي (بالإنجليزية: I Am Me) صدر في الولايات المتحدة في 18 أكتوبر 2005. سيمبسون قالت إنها تريد أن تدمج الموسيقى بموسيقى الثمنينات على الألبوم. وهذا أول ظهور لها على العكس الألبوم الأول، سوف تركز بدرجة أقل على العلاقات والمزيد على نفسها. ألبوم أي أم مي باع في الولايات المتحدة وفي أول أسبوع له أكثر 220,000 نسخه، وجعلها في المركز الأول مرة أخرى كأفضل مبيعات في الولايات المتحدة ولكن سرعان ماتدهورت المبيعات في أبريل 2006 لقد باع 900.000 نسخه في الولايات المتحدة. أول أغنية فردية لها من هذا الألبوم بوي فريند ودخلت في التوب العشرين من أفضل الأغاني. الأغنية الفردية الأخرى هي أل.أو.في.إي لقد نجت ووصلت للتوب الخامس والعشرين في البيل بورد ومن نجحات هذه الأغنية شاركتها المغنية ميسي إليوت وتعتبر أغنية أل.أو.في.إي من أنجح الأغاني في برنامج أم تي في جميع الطلبات مباشر لآشلي سمبسون حتى الوقت هذا.
بعد ذلك سمبسون بدأت جولة موسيقية في نهاية سبتمبر في بورتلاند وعلى ما يبدو في 8 أكتوبر 2005 ذهبت لأداء حلقة SNL لترويج الألبوم. أول أغنيتين من قدمتها سمبسون أغنية بوي فريند وأغنية هادئه «كاتش مي وين أي فال» الذي كتبت عن رحلتها السابقة في ' SNL، وشكرت الجماهير بعد الأداء الثاني. في منتصف ديسمبر، وبعد أداء سيمبسون في اليابان انهارت، ربما بسبب الإنهاك. كانت لفترة قصيرة في المستشفى، وبالتالي الغى ظهورها في حفل توزيع جوائز موسيقى الراديو.
سيمبسون وشقيقتها جيسيكا كان من المقرر أن تظهر في مجلة رولينج ستون في تبادل لإطلاق بالرصاص فكرة مصور ديفيد لا شابيلا في عام 2005، ولكن بعد الاستماع إلى مفهوم كل من الأخوات ذكر أن الفكرة غير محببه. مما أدى إلى غضب المصور بعد ذلك قال المصور في لقاء صحفي عنهم «إنهم هم كل الخطأ بالموسيقي» وقال أيضا «أريد أن أجعل فتيات سمبسون رائعات، ولكن هذه تعتبر مهمة صعبة» وكانت فكره المصور للصور «قذره وغير متحشمه» وظهور الأفاعي، وذلك هو السبب بإلغاء الخطة من الأخوات سمبسون.
في كانون الأول ظهرت سمبسون مع أختها جيسيكا على غلاف مجلة People (بيبول)  وأيضا في ديسمبر عام 2005 ظهرت في غلاف ملجة Blender (بلندر)  في يناير 2006 ظهرت في غلاف مجلة Cosmopolitan (كوسموبولتن) في مارس 2006 ظهرت في غلاف مجلة Seventeen (سفنتين) وأيضا ظهرت في غلاف مجلة Elle (ال). في أبريل 2006 سمبسون ظهرت على غلاف مجلة Jane (جان). وفي يونيو ويوليو من 2006 ظهرت على غلاف مجلة Teen People بالمركز الأول (25 نجمة ميثرات تحت عمر الـ25). وفي يوليو ظهرت على غلاف مجلة Marie Claire. في سبتمبر 2006 ظهرت في غلاف مجلة CosmoGir (كوسمو جيرل).
بعد ذلك سمبسون فازت بسباق الركمجة (ركوب الأمواج) برنامج عن فنانين تقدمه قناة ام تي في آشلي فازت على جميع الممثلين وأخذت المرتبة الأولى بينهم. بعد ذلك في 2006 أصبحت المضيفة الرئيسية لحفل توزيع جوائز ام تي في في أستراليا وفازت بجائزتن أفضل إمرءة للعام وأفضل بوب فديو. بعد ذلك آشلي أطلقت أغنية فردية جديد بعنوان إنفسيبل ودخلت توب الـ25 في البيل بورد، ووقيل بأن ألبوم أي أم مي سيعاد صدوره ولكن لم يحصل شيء. بعد ذلك آشلي انطلقت في جولتها مع آشلي باركر  وذا فرونيكز ولكن فرقة ذا فرونيكز تركوا العروض بعد إصابة أحدهم في الأحبال الصوتية.
بعد ذلك سمبسون صرحت أن بعد هذه الجولة التي انتهت في نهاية يوليو، سوف تذهب في إجازة، وإنها سوف تأخذ وقتهابكتابة الألبوم الثالث، وأنها ستنظر في مخطوطات الأفلام ومواصلة مهنة التمثيل.
بعد فترة لعبت سمبسون دور روكسي هارت في مسرحية شياغو الشهيرة في مسرح لندن من 25 سبتمبر حتي 28 أكتوبر 2006. أحد النقاد وصف آشلي «قريبة من رائعه، عرض جميل بدون أخطاء».

### الألبوم الثالث، والتلفزيون (2007 – الحاضر)

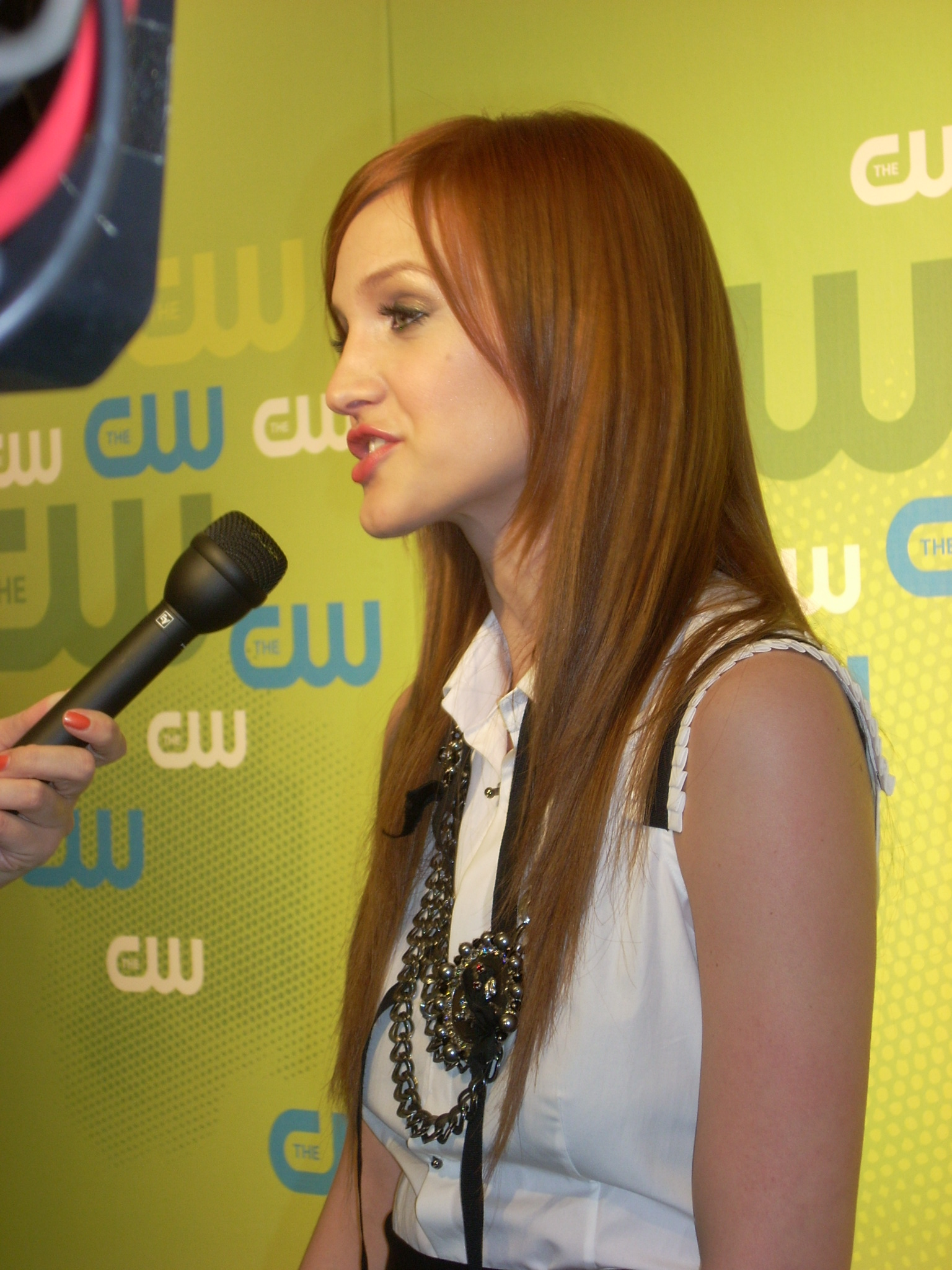
آشلي تروج دورها بمسلسل Melrose Place في حفلة CW Upfront

في نوفمبر 2006, آشلي قالت أنها تريد أن تقابل المدير التنفيذي لتسجيل ألبومه الثالث.
في 2007 سمبسون بدأت تعمل على الألبوم، وأطلقت عليه بترسويت ورلد  مع المنتجين له تيمبالاند، كينا، وشاد هوغو.
وقالت بأنه سوف يكون فيه مزيد من التعبير في النغمات وسوف يتواجد صوت القيتار.
رون فير رئيس شركة جيفين قال بأن آشلي تستاهل فرصة أخرى، وألبومها القادم سوف يكون «صعب جدا» بسبب الصحافة والتدقيق له.
في أكتوبر 2007 تم تأجيل موعد صدور الألبوم إلى الربع الأول من سنة 2008  أول سنجل للألبوم من إنتاج تيمبالاند بعنوان أوتا ماي هيد تم صدوره في مواقع الشراء الإلكترونية في ديسمبر 2007.
في مقابلة لها في مجلة كوزمو جيرل في ديسمبر 2007 والتي كانت على غلاف المجلة هذا الوقت قالت أن لها "رؤية قوية" للألبوم وإنها تحدت نفسها لتشتغل "بأصوات ومنتجين جدد. وصفت النتائج بـألبوم "فرح وحفل" مع جانب "سخيف وممتع". بعد ذلك آشلي قررت بأن تبحث عن أدوار صغيرة في التلفزيون وبعدها عن أدوار كبيرة. وقالت أيضا بأنها تتمنى الرجوع إلى المسرح مره أخرى وأن تصمم خط أزياء خاص بها.
سمبسون وصفت الألبوم بأنه لديه أفكار من الثمنينات والأغاني الموجودة كما هي بوب/روك. ولقد أصرت أن تذب إلى جولة لترويج الألبوم. الأغنية الفردية الثانية وهي ليتل مس أبسسيف تم صدورها في مارس 2008.
ظهرت سمبسون في دعاية كندية باسم زيلرس لترويج ملابس زيلرس بعنوان «الطلب». في منتصف 2008.
سمبسون أوقفت الجولة والترويج لألبومها الجديد بسرعه جدا ليس كعادتها وذلك بسبب حملها بطفلها الأول. وإلى يتعبر ألبومها الثالث بيترسويت ورلد أقل ألبوم بيعا وأول ألبوم تأتيه أكثر من 15 إنقاد إيجابي.
سمبسون رجعت لعالم التلفزيون مره أخرى بدور رئيسي فايلوت فوستر في المسلسل ميلروس بليس من شبكة CW وهو تحديث لمسلسل ميلروس بليس الذي كان يبث في التسعينيات.

## الصـوت

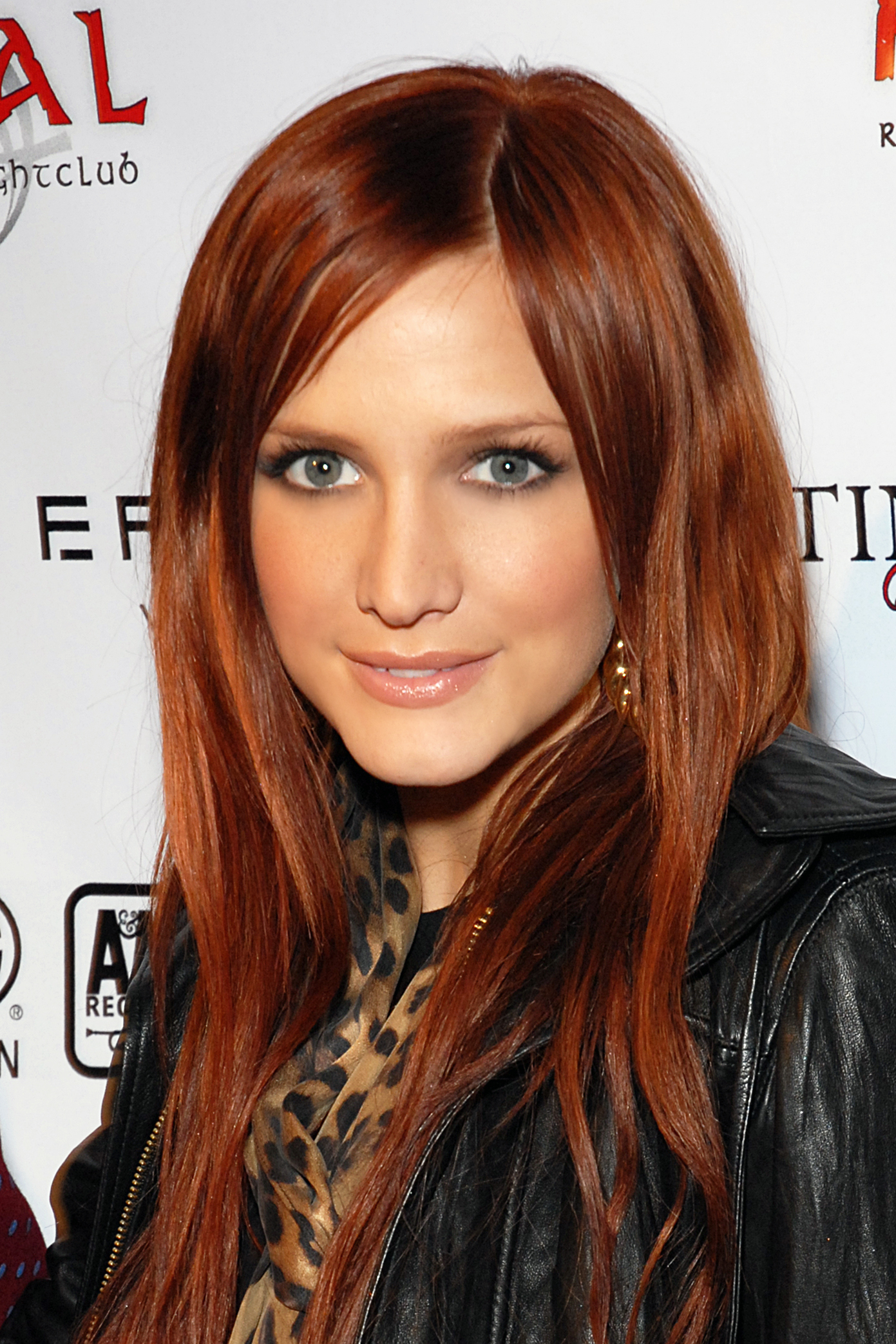
حضور حفلة ما قبل حفل جرامي في ملهى ريتوال الليلي، هوليوود، كاليفورنيا في 02/09/2008.

سمبسون تذكر بطفولتها أنها كانت تغني وهي صغيره حتى الآن وهي كبيرة تغني، واعترفت سمبسون بأن حلمها هو الظهور على مسارح البرودواي ولم تتوقع باقتحام مجال موسيقى البوب. أعلى نوت أثبتتها سمبسون في أغنية إنفيسيبل ولا لا فقذ ضربت نوتة E5. وأخفض نوت أثبتتها سمبسون في أغنية كاتش مي وين أي فال وشادو فقد ضربت النوته E3. تم اكتشاف نوعين من النتوتات لها. رون فير مؤسس شركة جيفين قال بأن لديها «تبره حازمه»، وفي مقابلة أخرى من جماعة النقد أحدهم قال بأن سمبسون في ألبومها الأول أتو بيوجرافي أن لديها صوت قوي وأن لديها القدرة على غناء قدر من موسيقى هارد روك مثل إلينس مورست مع وقاحه مثل أفريل لفين وإتزان مثل أغاني شيرل كرو. أما صحيفة نيويورك تايمز وصفت صوت سمبسون «إلى حد ما لاهث، متصنع». آشلي تتدرب مع مدربين للصوت وهم إتا جين وفرانكلين إرثا لإلهام الصوت. في مقابلة أخرى سمبسون أشارت إلى جون جيت، بان بيناتر، كرسي هايند كمؤثرين الموسيقى لديها.

## معلومات عن الألبومات
- صدوره: يوليو 20 2004 (U.S.)

- الأغاني المنفردة: بيسيس أوف مي، شادو، لا لا
- مبيعات العالم:
  - أمريكا 1 | كندا 8 المملكة المتحدة 28 | أستراليا 15
  - حول العالم 1
- تسجيل مبيعات |RIAA الشهادة: 3x بلاتين (سيبتمبر 2004)
- تسجيل مبيعات |CRIA الشهادة: 2x بلاتين (فبراير 2005)
- مبيعات العالم: باع أكثر من 6+ مليون نسخة حول العالم

- صدوره: أكتوبر18 2005 (U.S.)

- الأغاني المنفرده: بوي فريند، أل.أو.في.إي، إنفسيبيل
- مبيعات العالم:
  - أمريكا 1 | كندا 4 المملكة المتحدة 22 | أستراليا 10
  - حول العالم 2
- تسجيل مبيعات |RIAA الشهادة: 2x بلاتين (ديسيمبر 2005)
- تسجيل مبيعات |CRIA الشهادة: ذهب (أوكتوبر 2005)
- مبيعات العالم: باع أكثر من 5+ مليون نسخة حول العالم

- صدوره: أبريل19 2008 (U.S.)
- الأغاني المنفرده: أوتا ماي هيد، ليتل مس أبسسيف
- مبيعات العالم:
  - أمريكا 4 | كندا 8 | أيرلندا 16 | ألمانيا 88
  - المملكة المتحدة 57 | أستراليا 41 | اليابان 41 | النمسا 55
  - حول العالم 8
- مبيعات العالم: باع أكثر من 660.000+ ألف نسخة حول العالم

## ظهور الفديوهات في برنامج TRL
- الإحصائيات التالية تم جمعها من البرنامج التلفزيوني الشهير TRL من قناة MTV
| السنة | الاسم                      | مكانه                 | ملاحظات أخرى |
| ----- | -------------------------- | --------------------- | ------------ |
| 2004  | "Pieces of Me"             | # 5                   | 6 أيام # 1   |
| 2004  | Shadow"                    | # 57                  | 1 يوم # 2    |
| 2005  | La La"                     | # 86                  | 2 يوم # 6    |
| 2005  | Boyfriend"                 | # 19                  | 3 أيام # 1   |
| 2005  | "L.O.V.E."                 | # 22                  | 10 أيام # 1  |
| 2006  | Invisible"                 | # 21                  | 1 يوم # 1    |
| 2007  | "Outta My Head (Ay Ya Ya)" | أغنية فردية غير رسمية |              |

## جوائز
| السنة | الجائزة معطاء من                 | الجائزة                          |
| ----- | -------------------------------- | -------------------------------- |
| 2004  | Teen Choice Awards               | أفضل وجه جديد                    |
| 2004  | Teen Choice Awards               | أفضل أغنية للصيف "Pieces of Me"  |
| 2004  | Billboard Awards                 | أفضل فنان (أنثى) للعام           |
| 2005  | MTV Asia Video Music Awards      | أفضل فنانة مفاجئة مفضلة دوليا    |
| 2005  | RIAJ Gold Disc Award             | أجدد فنان                        |
| 2006  | TRL Awards                       | عودة فنان قوية                   |
| 2006  | MTV Australia Video Music Awards | أفضل فنان (أنثى) للعام           |
| 2006  | MTV Australia Video Music Awards | أفضل فديو كليب (بوب) "Boyfriend" |

عربية مجانية== أفلام ومسلسلات ==
- Malcolm in the Middle (ضيف شرف) (2001)
- 7th Heaven (مسلسل) (عام 2002)
- The Hot Chick (دور ثانوي) (عام 2002)
- The Ashlee Simpson Show (مسلسل) (عام 2004)
- Undiscovered (عام 2005)
- CSI: NY (ضيف شرف) (2009)
- Melrose Place (دور رئيسي) (عام 2009)
- the scipmanks alvien (ضيف شرف) (عام 2016)